# Finngrundet
Die Finngrundet ist ein als Museumsschiff genutztes schwedisches Feuerschiff.

## Lage
Die Finngrundet gehört zum Seehistorischen Museum und liegt im Bereich Galärvarvet an der Westseite der Insel Djurgården in Stockholm in der Ladugårdslandsviken. Unmittelbar nördlich des Liegeplatzes befindet sich das Vasa-Museum. Am Liegeplatz befinden sich weitere Museumsschiffe, so der Eisbrecher Sankt Erik.

## Geschichte
Die Finngrundet wurde im Jahr 1903 in Gävle gebaut. In eisfreien Zeiten lag sie auf den Finngrundsbänken im Süden des Bottnischen Meerbusens. Die Gestaltung des Schiffs entspricht den internationalen Bestimmungen, wonach Feuerschiffe eine grellrote Farbe zu tragen haben und der Stationsname, der nicht immer identisch mit dem Schiffsnamen ist, längsschiffs in weißen Buchstaben zu stehen hat. Die Finngrundet ist 31 Meter lang und 6,85 Meter breit. Ihr Tiefgang beträgt 3,1 Meter. Das erste Leuchtfeuer des Schiffs bestand aus Petroleumlampen und Spiegeln. Die Besatzung umfasste acht Mann. Kontakt zur Außenwelt bestand nur über einen alle 14 Tage anlegenden Lotsendampfer, der Lebensmittel, Brennstoff, Post und weitere Bedarfsgüter brachte. Aufgabe der Besatzung war es, den Betrieb des Leuchtfeuers aufrechtzuerhalten. Wartungsarbeiten wurden am Vormittag erledigt. Der Tag war, wie auch sonst in der Schifffahrt üblich, in Wachen eingeteilt. Die durchaus umfangreiche Freizeit der einzelnen Besatzungsmitglieder wurde zum Beispiel mit Fischfang oder Schnitzarbeiten verbracht.
1927 erfolgte ein Umbau, wobei das Leuchtfeuer auf Azetylengas umgestellt wurde. Die bis dahin im Nebel eingesetzte Glocke wurde durch ein Nebelhorn und ein Unterwasserschallgerät ersetzt. Zugleich erhielt die Finngrundet eine Funkanlage, so dass nun jederzeit Kontakt zum Land oder anderen Schiffen aufgenommen werden konnte. Ein weiterer Umbau erfolgte im Jahr 1940. Das Leuchtfeuer wurde nun elektrifiziert. Die Reichweite betrug etwa elf Seemeilen. Darüber hinaus erhielt das Schiff ein Funkfeuer. 1969 wurde die Finngrundet außer Dienst gestellt. Die Funktion wurde von unbemannten Leuchttürmen übernommen. Ab 1970 diente die Finngrundet dann als Museumsschiff.

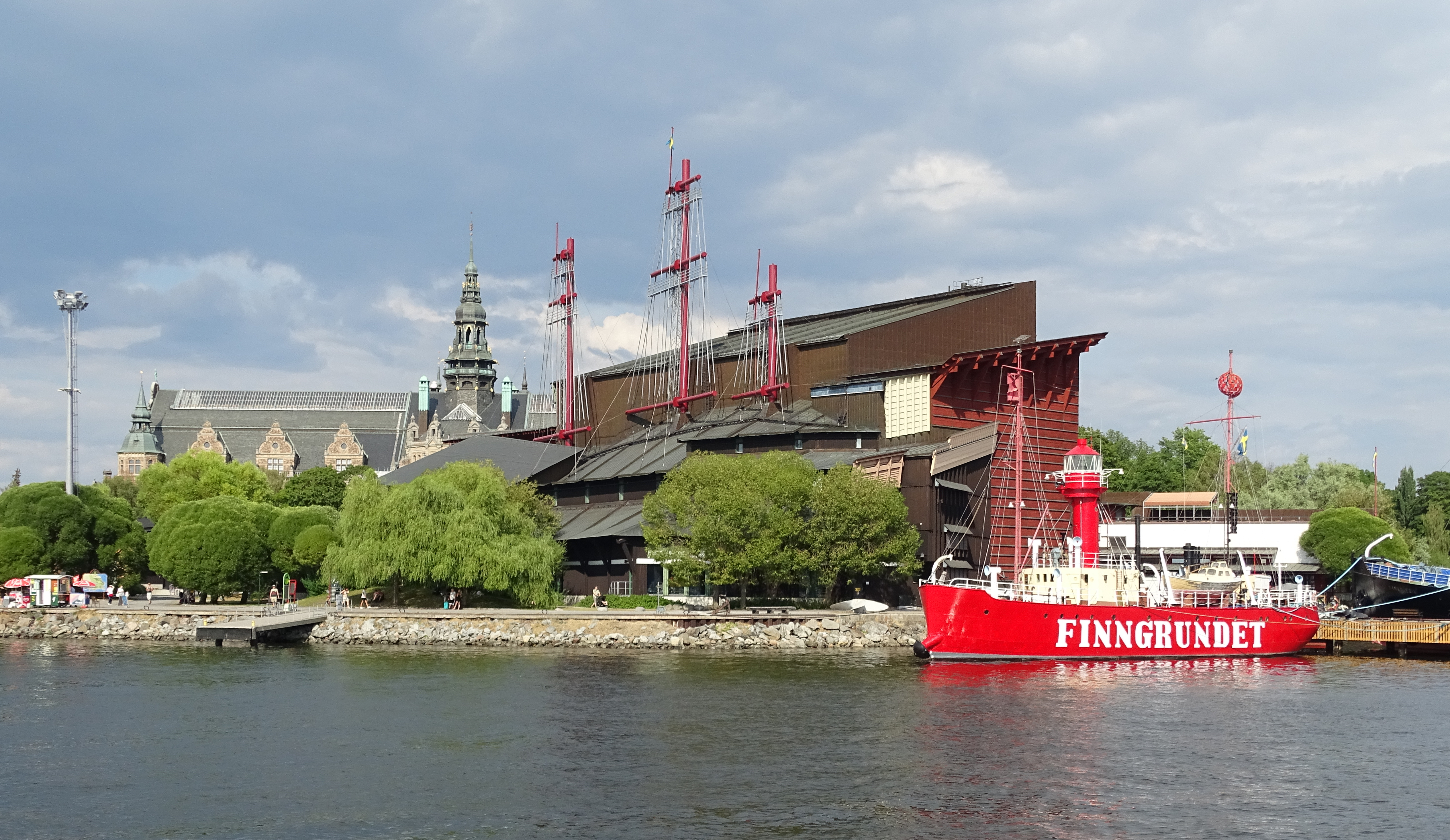
Die Finngrundet vor dem Vasa-Museum (2018)
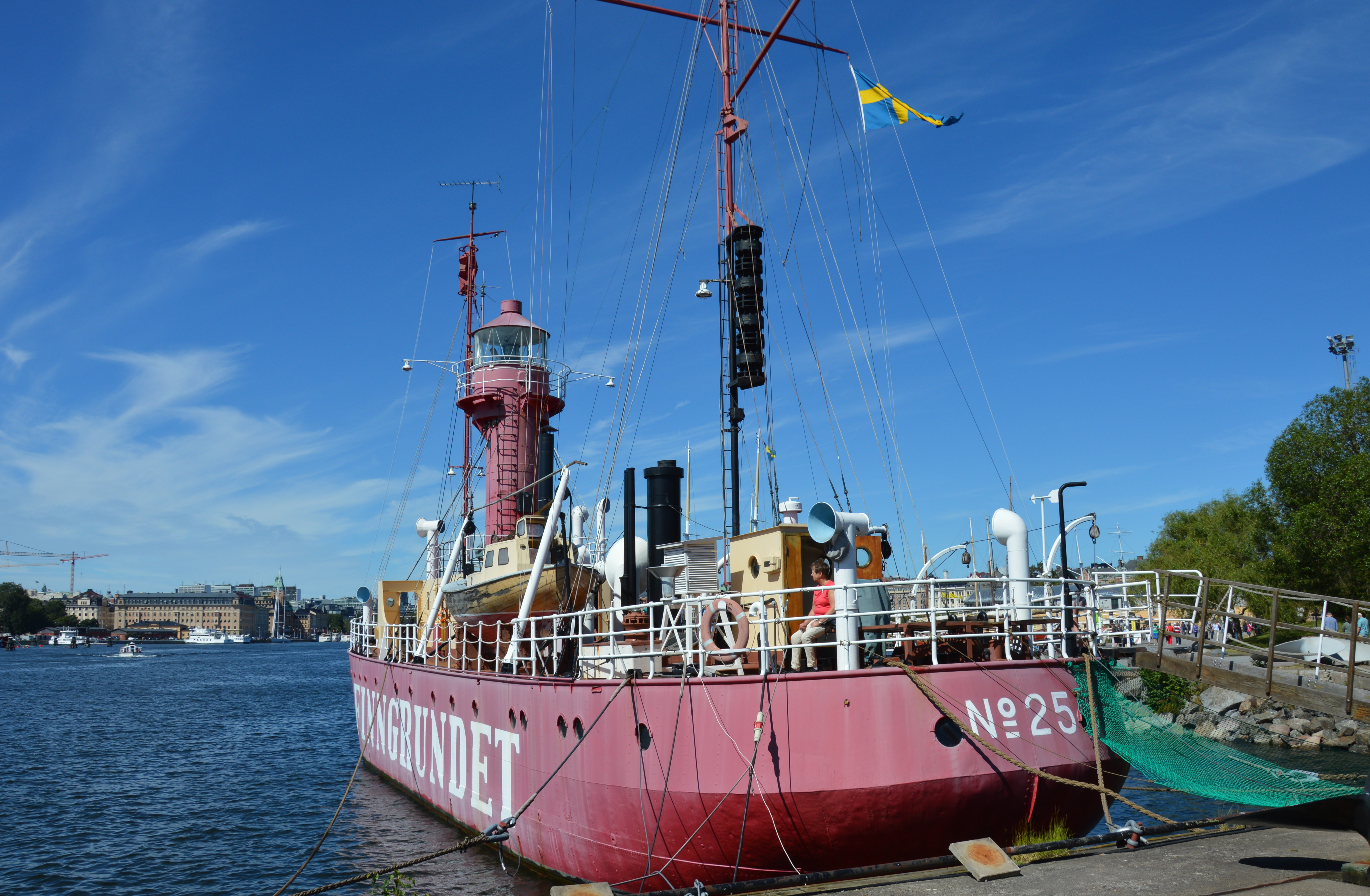
Finngrundet im Jahr 2015
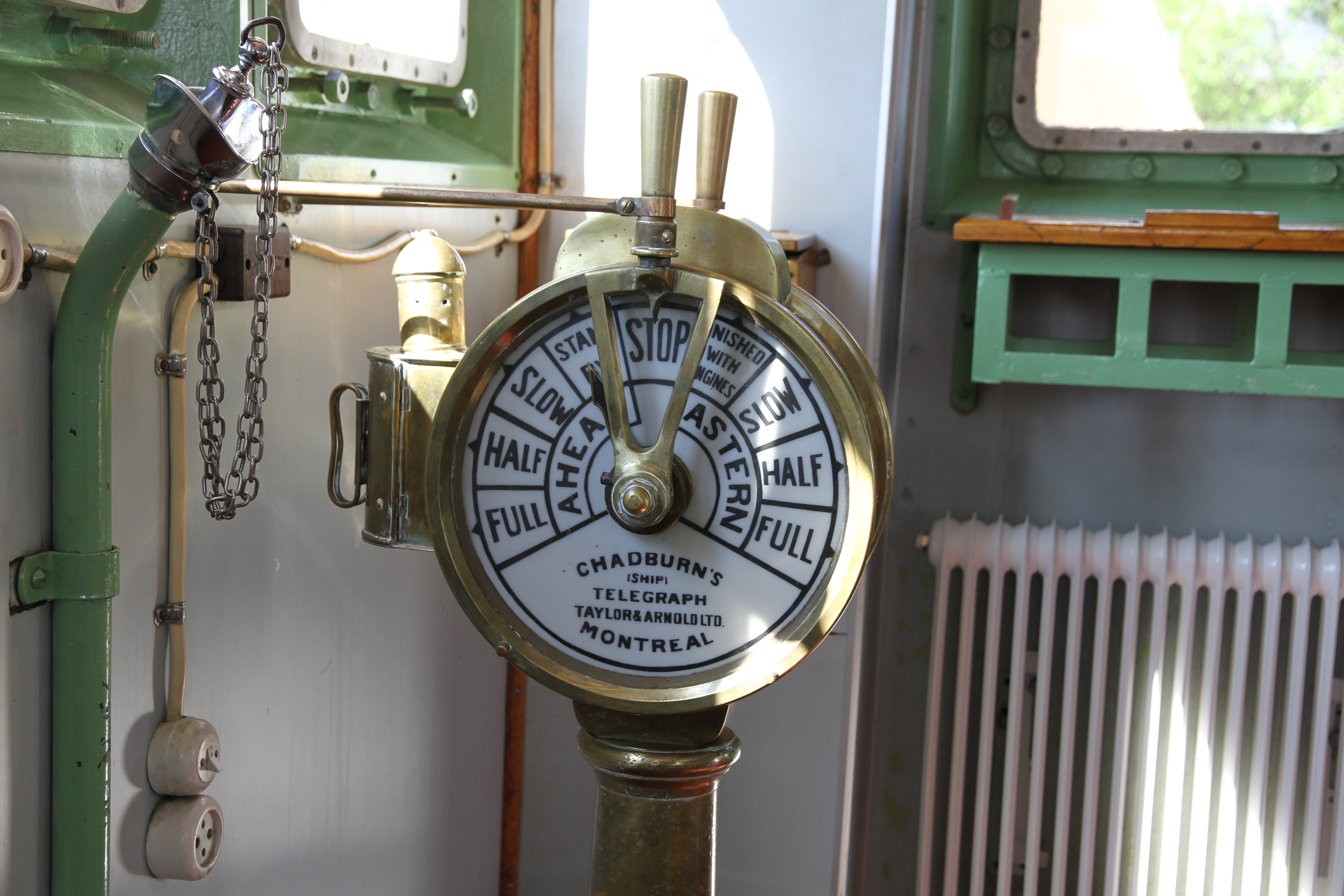
Maschinentelegraph des Schiffs